# Gonsalo Uva
Gonsalo Uva (3. října 1984, Lisabon) je bývalý portugalský ragbista, který hrál jako člen druhé řady. Za Portugalsko odehrál 101 zápasů a připsal si 9 pětek (2004 – 2018). Zúčastnil se MS 2007, které bylo pro jeho zemi první MS v historii a ve všech zápasech byl v základní sestavě. Společně se svým bratrem Vascoem si připsali za portugalskou reprezentaci nejvíce startů a stali se prvními bratry ze všech zemích, co odehráli minimálně 100 reprezentačních zápasů.
Několik sezón hrál nejvyšší francouzskou ligu a v roce 2011 skončil s klubem Montpellier jako vícemistr TOP14. Kromě Francie hrál i v Portugalsku za amatérský tým G. D. Direito. Za manželku má televizní moderátorku C. Patronicío, se kterou má 4 děti. Živí se jako advokát.

## Klubová kariéra
- 2006 – 2011 Montpellier
- 2009/10 G.D. Direito
- 2012 – 2014 Narbonne
- 2014 – 2018 G.D. Direito